# Huittinen
Huittinen este o comună din Finlanda.